# Pierre Androuët
 (juillet 2017).
Si vous disposez d'ouvrages ou d'articles de référence ou si vous connaissez des sites web de qualité traitant du thème abordé ici, merci de compléter l'article en donnant les références utiles à sa vérifiabilité et en les liant à la section « Notes et références ».
Pour les articles homonymes, voir Androuët.
Pierre Henri Camille Androuët, né le 15 août 1915 à Paris (8e) et mort le 3 février 2005 à Condé-sur-Risle (27) à 89 ans, est un crémier et affineur, chroniqueur et auteur de plusieurs ouvrages gastronomiques, longtemps patron d'une affaire familiale parisienne de renommée nationale Androuet situé au 41 rue d’Amsterdam, dans le 9ème arrondissement de Paris, membre de l'Institut Français du Goût.

## Publications
- 365 fromages, R. Morel, 1967.
- Autour du fromage, de la raclette et de la gastronomie, Office de propagande pour les produits de l'agriculture valaisanne, 1973.
- (avec H. Stucki) 12 recettes gastronomiques, Centre d'information Roquefort société, 197?.
- (avec N. Roche et G. Lambert) La cuisine au fromage, Stock, 1978.
- (avec Ninette Lyon) Le Guide Marabout des fromages de France et du monde entier, Marabout, 1978.
- (avec  N. Roche et G. Lambert) Guide du fromage, Stock, 1971.
- (avec Y. Chabot), Le brie. Fromage des Rois. Roi des fromages, Presses du village, 1985.
- L'Almanach des fromages, Atlas, 1985.
- Un fromage pour chaque jour: comment choisir, conserver, présenter, déguster les 400 fromages de France, Éditions de Vergeures, 1985.
- Les Fromages de chèvre, La Nouvelle République du Centre Ouest, 1986.
- Le Livre d'or du fromage, Atlas, 1994.
- (avec Y. Chabot, G. Bernini), Le Brie, histoire et légendes, fabrication et gastronomie, Les Presses du Village, 1997  (ISBN 284100127X).
- Dictionnaire des fromages du monde, LGF/Le Livre de Poche, 2005.